# 書記
書記（しょき）とは、本来は記録などを残すために文字を書き記すこと、あるいは書き記した記録のことを指す語である。また、記録などを残すために文字を書き記す職業またはその職務にあたる者を指す。さらに特定の立場にある者の肩書や団体の幹部職の立場を表す名前に転用されている。

## 概要
歴史的にも多義的で『漢書』巻九三佞幸・淳于長伝では手紙の意味で用いられている。後漢の頃になると一つの文体として認識され、後漢末期から三国時代の魏などでは韻文を総括した「詩賦」に対応して、散文の代表として「書記」が挙げられるようになった。南北朝時代には「書記」の意味する範囲がさらに広がり、公文書に限らない様々な筆記記録（『水経注』巻三四江水二など）や広く歴史記録（『十六国春秋』巻二劉聡二や『晋書』巻一〇二載記二など）、帳簿などの文書の記録（『魏書』巻六〇韓麒麟伝附韓顕示伝）を意味するようになった。特に漢末から魏の頃には公的文書の「書記」は権力者が信任した文学者が代筆するものとされ、後世には知識の修得の対象となり、これらを広く読破することを『北史』や『隋書』などでは「渉猟書記」と呼んでいる。
なお、「書記」は書かれた文字（列）に付随する字形、書体、文字の太さや細さ、大小、連綿の有無、紙面上の配置などの総体をいうこともあり、これらに関する議論を「書記論」という。
一方、文書作成に携わる幕僚を指す語としても用いられた。明代の『南彊逸史』では史可法に従って戦死した者に顧起龍などを「書記」として記している。

## 政党における書記
共産主義政党においては最高幹部がこの名で呼ばれることが多い。その筆頭である党の書記長（かつて存在したソ連や東ドイツ）や総書記（中国）は最高権力者にあたる役職の名称となっている。
会議の議事をまとめる書記がなぜ役職名になったのかいくつか説があるが、ヨシフ・スターリンの地位に由来するというのが有力な説となっている。ソビエト連邦共産党ではスターリン以外の党幹部は民衆への演説を重視してデスクワークを雑用とみなして嫌っており、スターリンが党の「雑務」を引き受けることになった。しかし、この「雑務」の中身は地方幹部の人事や資金の調達などであり、これらの決定権を掌握したことで最終的に書記が党の最高権力者の地位になったとされている。

## 地方公共団体における書記

### 日本

#### 地方自治法
地方公共団体の議会、選挙管理委員会及び監査委員の事務局に置かれる職員をいう。書記は、それぞれ議長、選挙管理委員会及び代表監査委員が任免する。書記の身分の取扱いについては、地方自治法に定めがあるもののほかは、地方公務員法の定めるところによる。
- 議会事務局（地方自治法第138条）
- 選挙管理委員会（地方自治法第191条）
- 監査委員事務局（地方自治法第200条）

#### 漁業法
漁業法の規定により、都道府県に執行機関として置かれる海区漁業調整委員会（漁業法第137条第6項）及び内水面漁場管理委員会（漁業法第173条）に書記を置くことができるとされている。

### イタリア
イタリアでは県やコムーネに首長の県知事またはシンダコ（sindaco）が任命した書記が置かれる。書記は議会や理事会に対する助言・補助を行い、議会や理事会の議事録を作成するほか、地方団体が関与する契約書を作成する。